# Tvärskogs kapell
Tvärskogs kapell hör till Tyringe församling i Lunds stift. Kapellet ligger i en gammal del av östra Tyringe som tidigare utgjorde byn Tvärskog.

## Kyrkobyggnaden
Tvärskogs kapell uppfördes 1934. Kapellet vilar på en gjuten grund och har ytterväggar klädda med mexitegel. Alla byggnadsdelar har sadeltak täckta med enkupigt rött tegel.
Öster om kapellet finns en fristående klockstapel av trä. Nordost om kapellet finns en byggnad uppförd på 1970-talet som innehåller bårhus och vaktmästeri. Byggnaden har liksom kapellet ytterväggar täckta med mexitegel. Troligen var det på 1970-talet som kapellets väggar kläddes med mexitegel.

### Orgel
Den nuvarande orgeln byggdes av I Starup & Søn, Köpenhamn och är en mekanisk orgel.
| Manual       | Pedal   |
| Gedakt 8'    | Bihängd |
| Principal 4' |         |
| Rörflöjt 4'  |         |
| Quintatön 2' |         |

## Bildgalleri

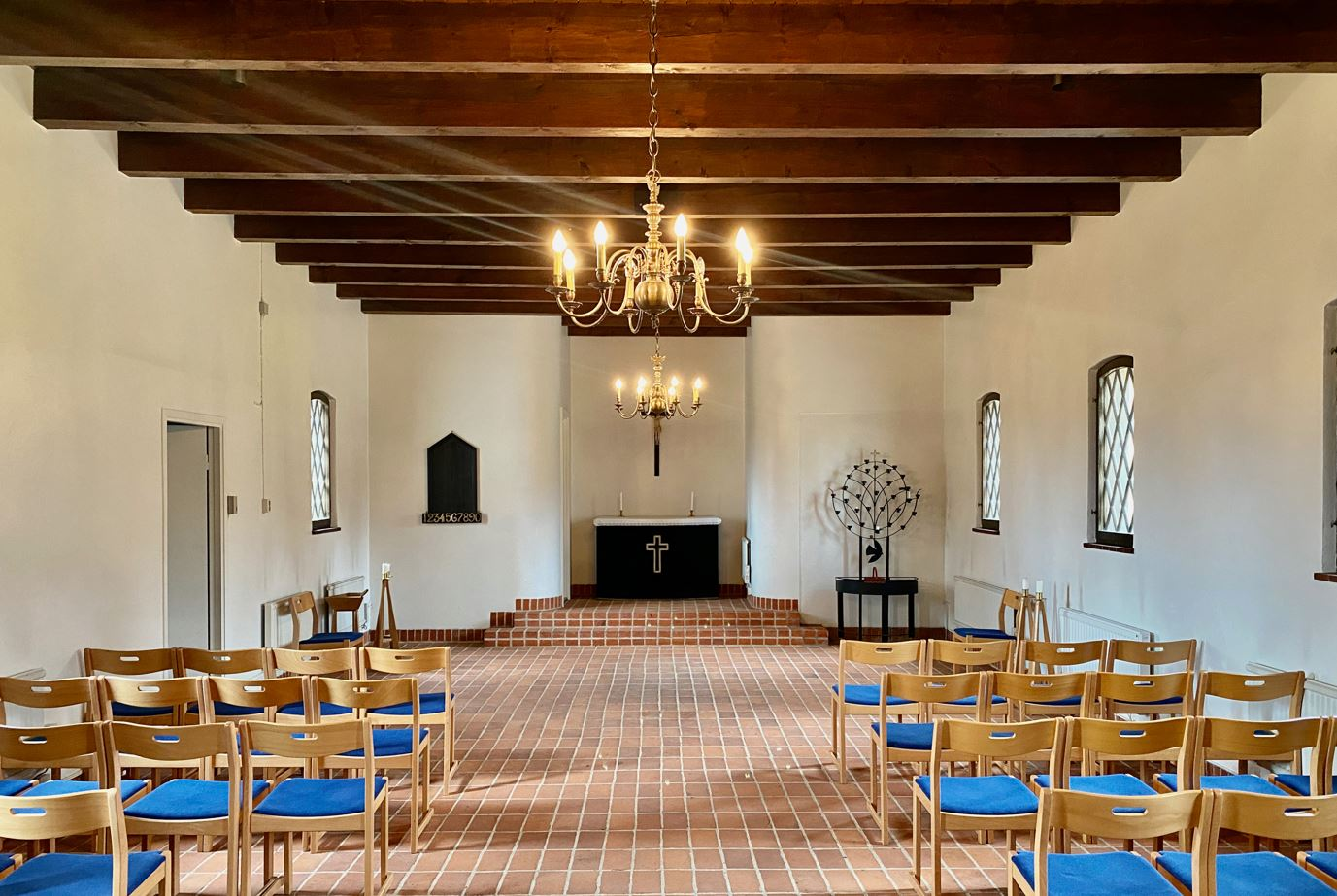
Kyrkorum
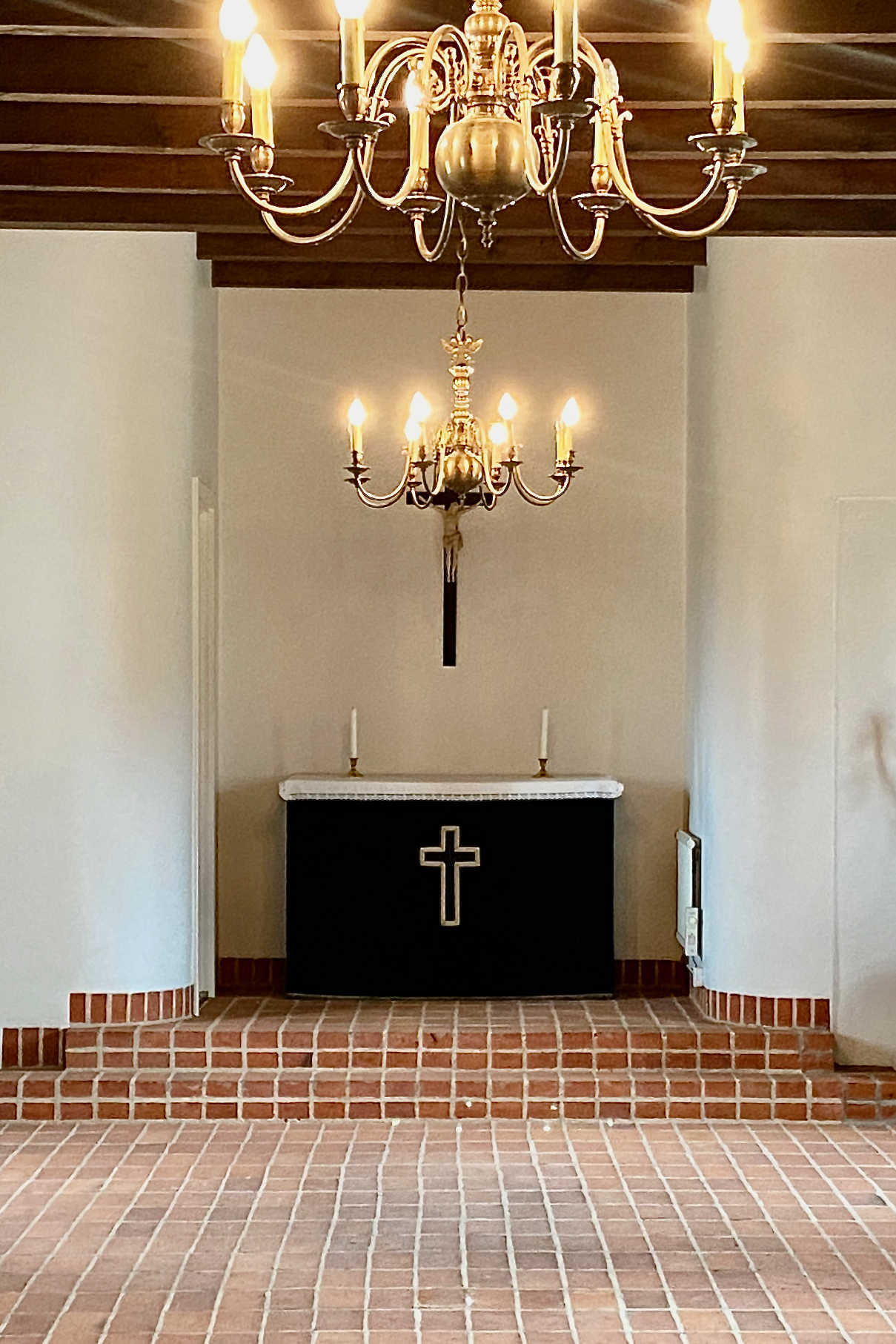
Kor med altare
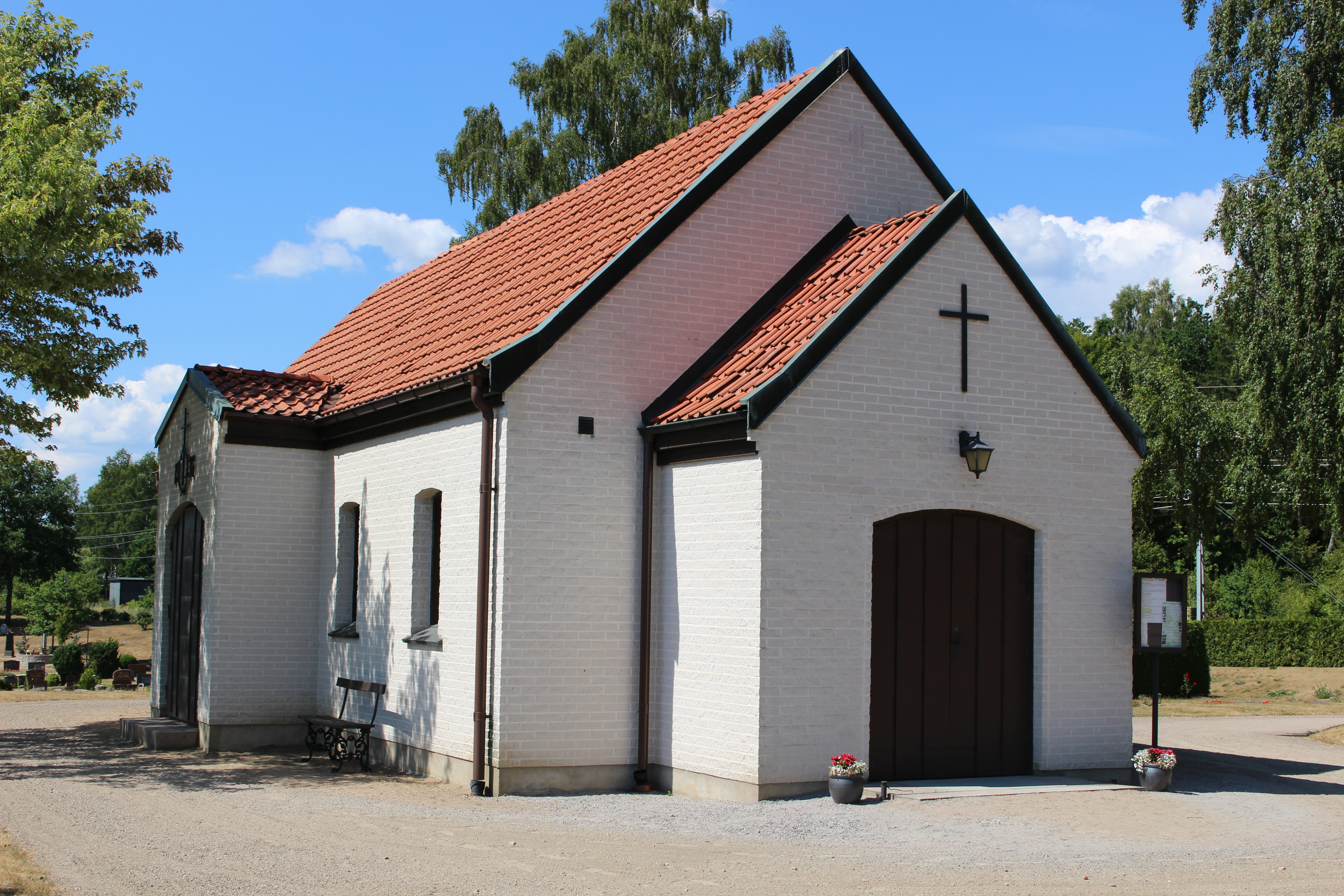
Kapellet från sydost
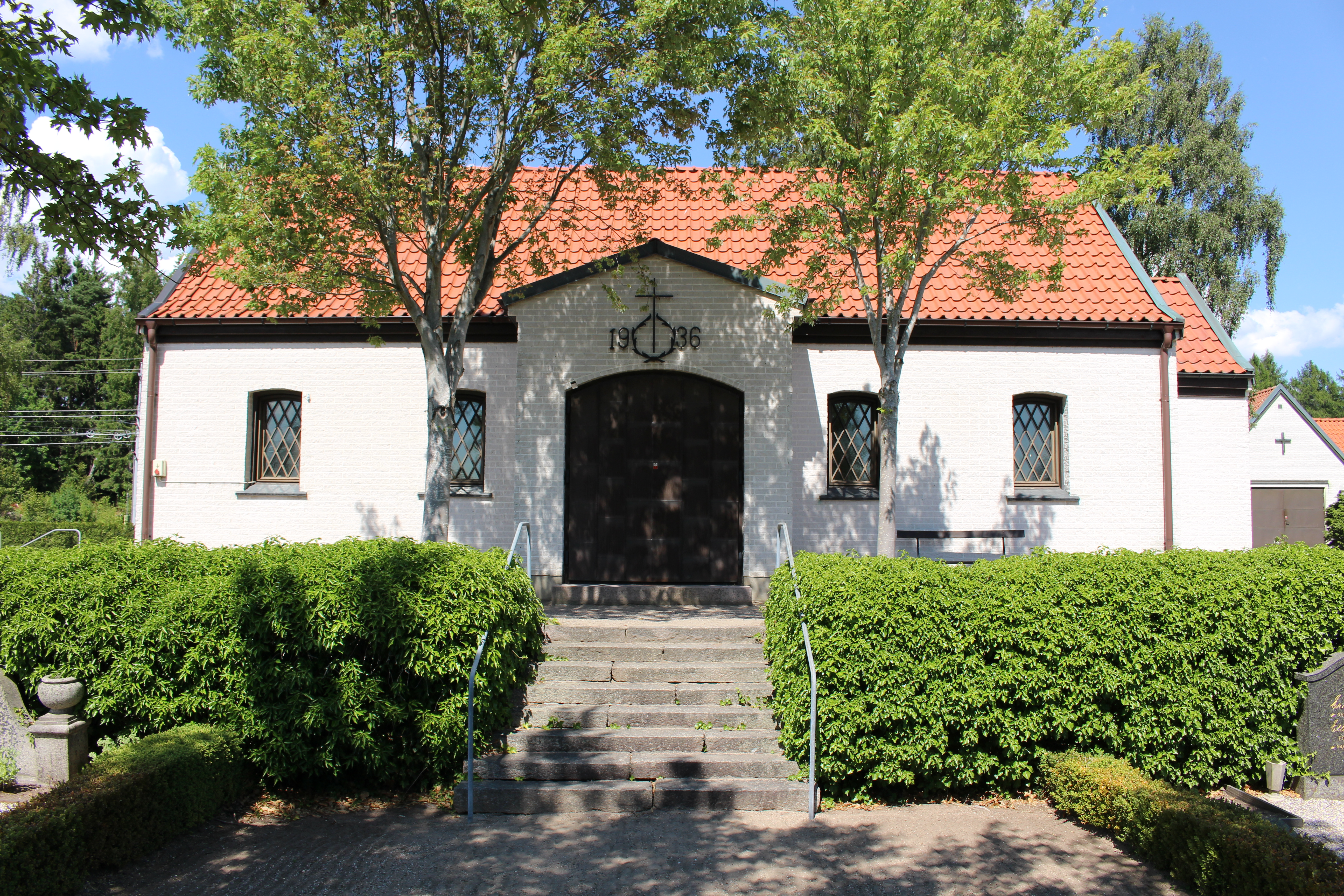
Kapellet från söder
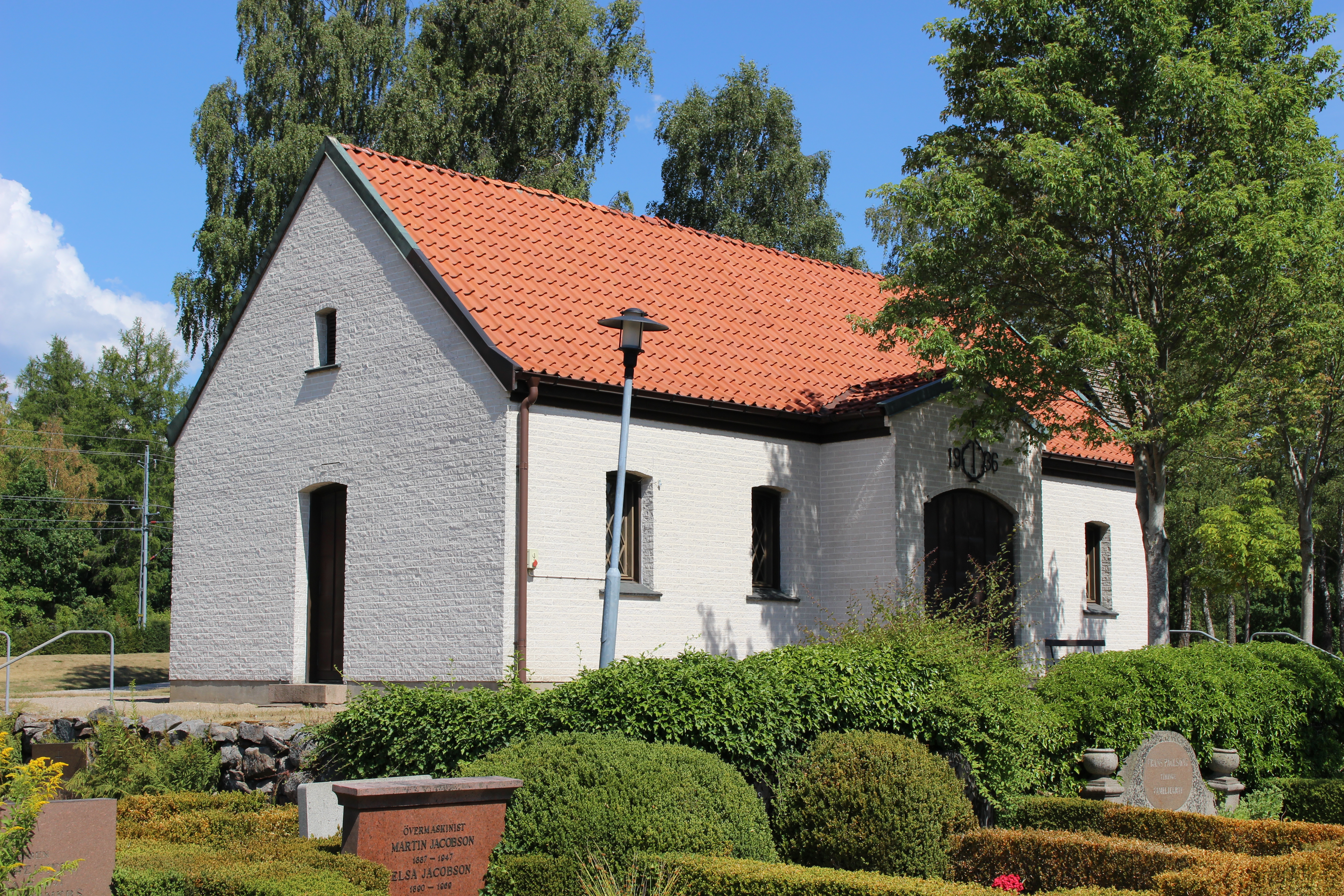
Kapellet från sydväst
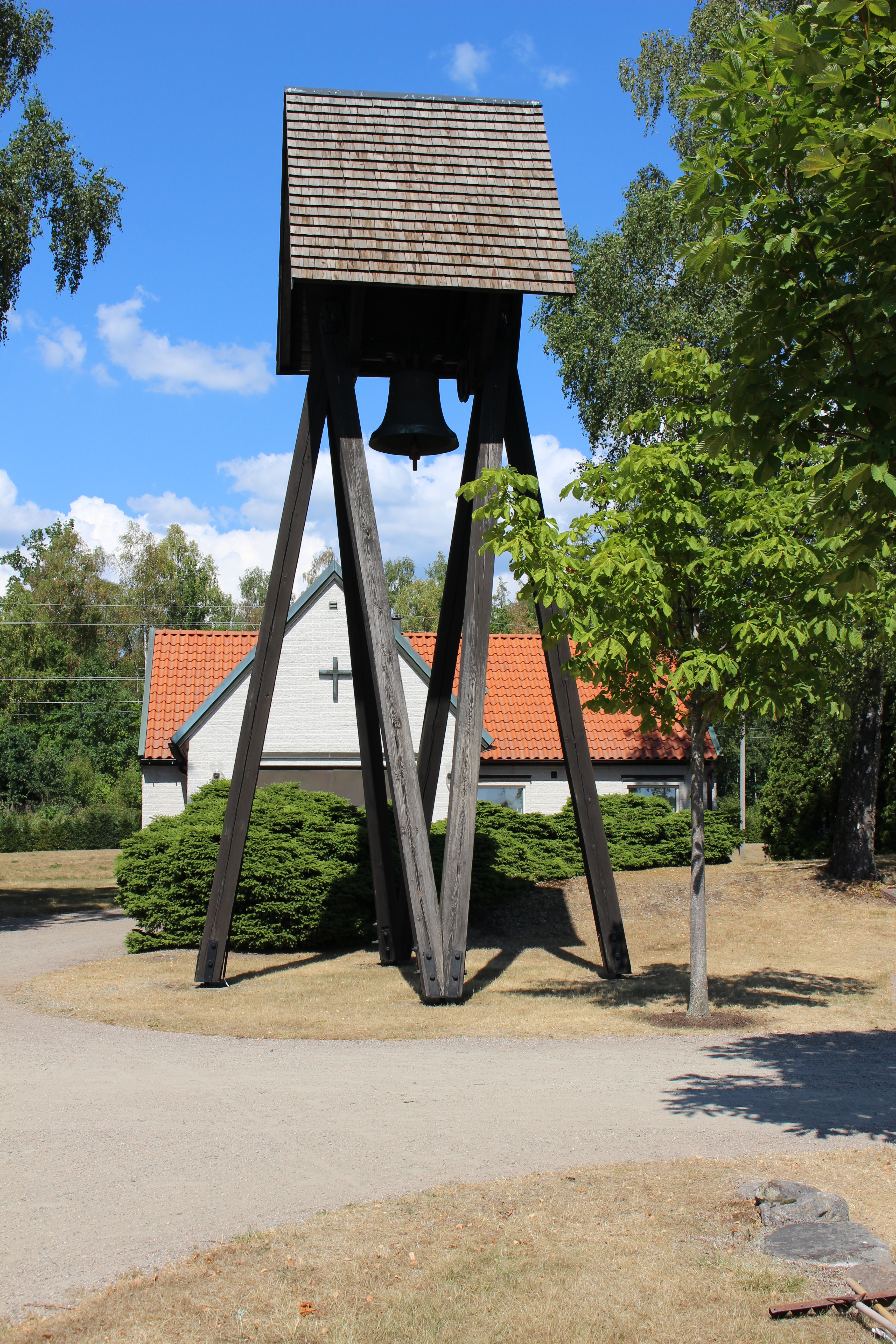
Klockstapel
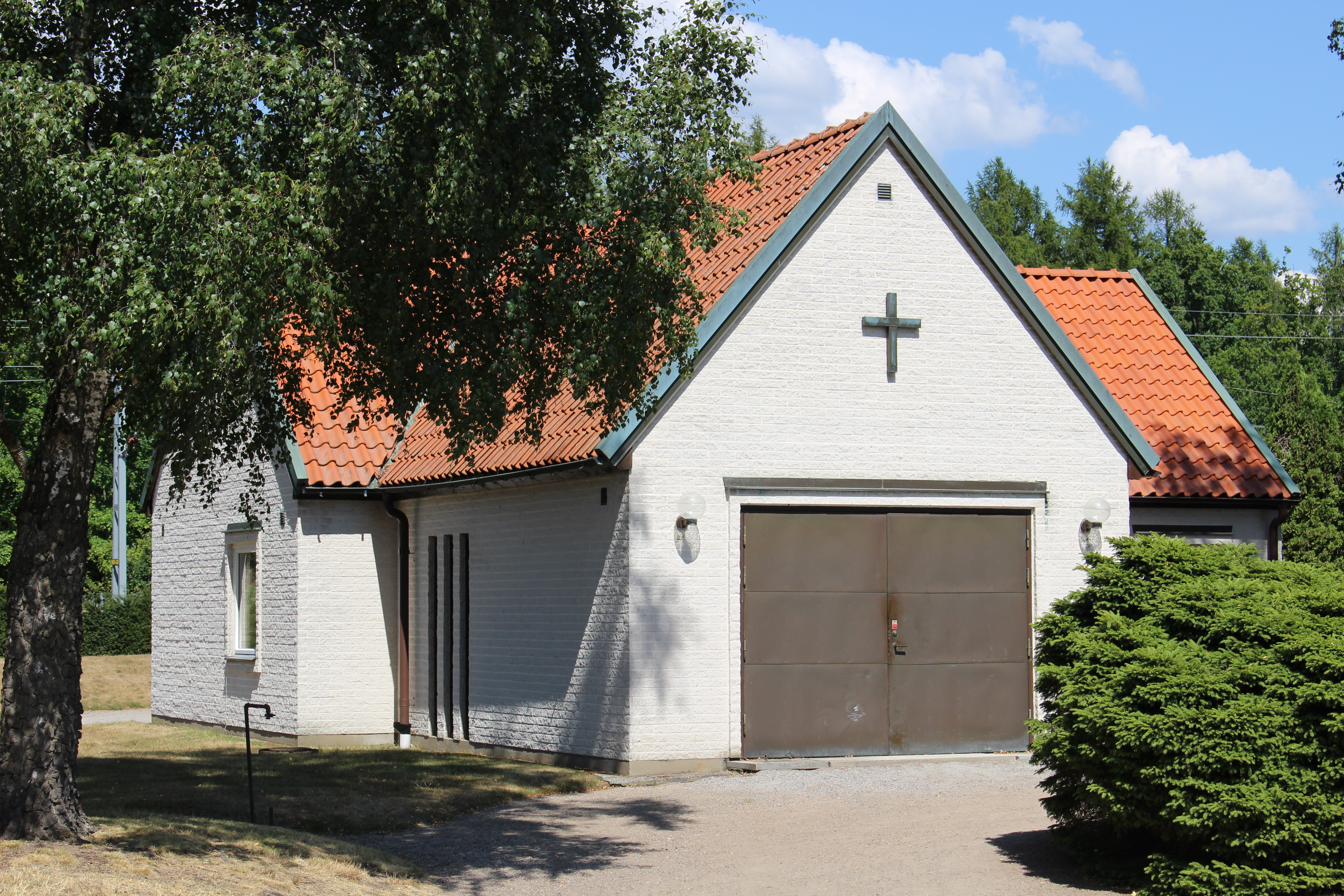
Bårhus
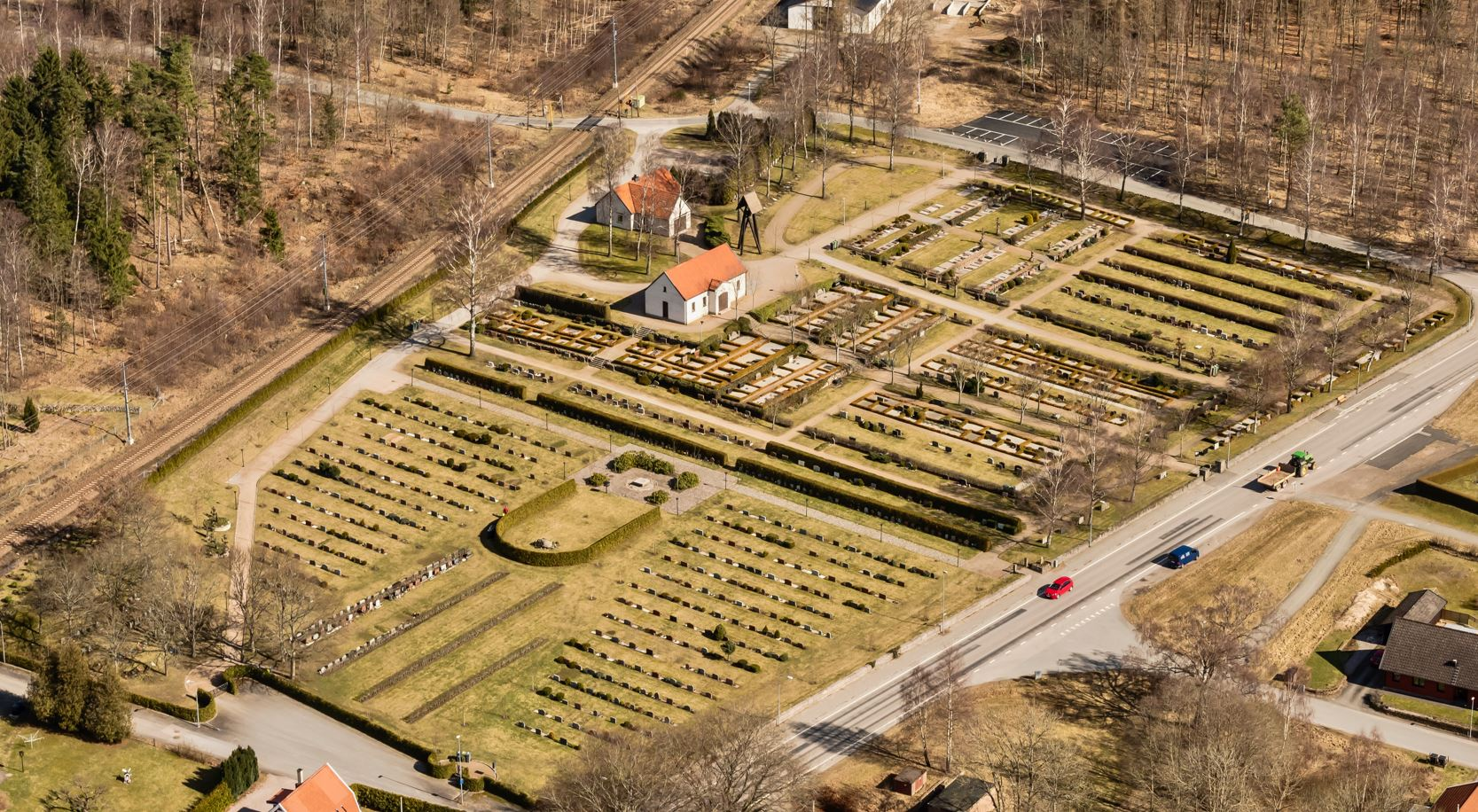
Flygvy